# Antes da Meia-Noite
Antes da Meia-Noite (Before Midnight) é um filme de drama romântico norte-americano de 2013 dirigido por Richard Linklater. É sequência dos longas-metragens Before Sunrise (1995) e Before Sunset (2004), do mesmo diretor. O roteiro foi escrito por Linklater em conjunto com os protagonistas Ethan Hawke e Julie Delpy. O filme acompanha Jesse (Hawke) e Céline (Delpy), agora um casal, enquanto eles passam as férias de verão na Grécia com seus filhos.
Linklater, Hawke e Delpy começaram a desenvolver o filme em 2011, esperando repetir o intervalo de nove anos entre Before sunrise e Before sunset. A filmagem começou em agosto de 2012, e aconteceu inteiramente na costa do Peloponeso, no sul da Grécia, incluindo a casa na cidade de Kardamyli que pertencera ao escritor Patrick Leigh Fermor. Como os filmes precedentes, Before midnight tem um enredo mínimo, e as extensas conversações entre os dois protagonistas ocupam grande parte do filme.
O filme estreou no Festival Sundance de Cinema em 20 de janeiro  de 2013. Teve um lançamento limitado em 24 de maio de 2013, e foi lançado amplamente em 14 de junho de 2013. Before Midnight foi um sucesso de público e crítica, sendo inclusive indicado ao Óscar de melhor roteiro adaptado.

## Sinopse
Nove anos após os eventos de Before Sunset, Jesse e Celine vivem em Paris como um casal e têm duas filhas. Jesse continua sua carreira bem-sucedida como escritor, enquanto Celine não tem um emprego fixo e passa a considerar a possibilidade de trabalhar para o governo. Jesse luta para manter um bom relacionamento com Hank, o filho adolescente do seu casamento anterior, que vive em Chicago com a mãe. Depois que Hank, Jesse e Céline passam um verão na península grega do Peloponeso, Jesse deixa Hank no aeroporto para este voltar sozinho de avião.
Jesse acha que não é um bom pai para Hank, e discute este assunto com Céline. Durante o jantar, eles também falam sobre amor e amigos. Dois dos amigos que estão com Jesse e Céline pagam previamente um quarto de hotel para que Jesse e Céline possam passar uma noite a sós. Enquanto caminham para o hotel, o casal lembra seu primeiro encontro e especula se eles se apaixonariam novamente se fossem estranhos.
Depois de chegar no hotel, eles se preparam para ter um relacionamento sexual, mas são interrompidos por uma ligação telefônica de Hank, que aparenta ter se ligado mais a Céline do que a Jesse. O casal começa a brigar, mostrando preocupação quanto ao presente e ao futuro do relacionamento. Jesse quer se mudar para Chicago para ficar mais perto de Hank, mas Céline acha que isso inviabilizará qualquer emprego dela fora da família. No auge da discussão, Céline diz que não ama mais Jesse.
Céline deixa o quarto de hotel e se senta sozinha numa mesa do restaurante do hotel. Jesse se aproxima e brinca dizendo que é um viajante do tempo (numa referência ao primeiro encontro dos dois) e que lhe traz uma carta da Céline de 82 anos de idade. A carta diz que aquela noite será uma das melhores de suas vidas. Insatisfeita, Céline diz que as suas fantasias nunca irão se encaixar na realidade imperfeita. Jesse declara seu amor, e diz que não sabe mais o que Céline quer. Depois de algum tempo, Céline embarca na piada, e os dois se reconciliam.

## Produção
Richard Linklater, Ethan Hawke e Julie Delpy discutiram fazer uma sequência para "Antes do pôr do sol". Em novembro de 2011, Hawke disse que os três:

estiveram conversando bastante durante os últimos seis meses. Todos os três tinham pensamentos semelhantes, de que eles estavam prontos para revisitar os personagens. São nove anos entre os dois primeiros filmes, se fizermos o filme no próximo verão, seriam nove anos novamente, então começamos a pensar que seria uma coisa boa a se fazer. Então vamos tentar e escrever neste ano.
Em junho de 2012, Hawke confirmou que o filme seria filmado naquele verão. Logo depois, Delpy negou que as filmagens ocorreriam naquele ano. Mas, em agosto de 2012, surgiram numerosos relatos de Messénia, na Grécia, dizendo que o filme estava sendo rodado lá.
O término das gravações do filme ocorreu em 5 de setembro de 2012. Linklater disse que, após dez semanas escrevendo e ensaiando, o filme foi filmado em quinze dias, custando menos de 3 000 000 de dólares estadunidenses. Ele planejava lançar o filme num festival no início de 2013.

## Elenco
- Ethan Hawke como Jesse
- Julie Delpy como Céline
- Seamus Davey-Fitzpatrick como Hank
- Jennifer Prior como Ella
- Charlotte Prior como Nina
- Xenia Kalogeropoulou como Natalia
- Walter Lassally como Patrick
- Ariane Labed como Anna
- Yiannis Papadopoulos como Achilleas
- Athina Rachel Tsangari como Ariadni
- Panos Koronis como Stefanos

## Recepção
No geral, Antes da Meia-Noite foi muito bem recebido pela crítica especializada. No site agregador de críticas Metacritic, o filme teve uma nota média de 94 (de 100), baseado em 41 resenhas. No Rotten Tomatoes, outro site agregador, o longa recebeu a pontuação de 98% (baseado em 207 resenhas), sendo 8,7 (de 10) a sua nota média. O consenso da crítica foi: "Com base nos dois primeiros episódios da bem elaborada trilogia Before, de Richard Linklater, Before Midnight oferece perspectivas inteligentes e poderosamente atuadas sobre amor, casamento e compromisso de longo prazo".